# Val, Rychnov nad Kněžnou
Val là một làng thuộc huyện Rychnov nad Kněžnou, vùng Královéhradecký, Cộng hòa Séc.